# The Making of Star Wars
The Making of Star Wars (titolo completo: The Making of 'Star Wars' ....as told by C-3PO and R2-D2) è uno speciale televisivo documentaristico prodotto dalla 20th Century Fox, trasmesso dalla ABC Television Network il 16 settembre 1977. È stato scritto da Richard Schickel e diretto e prodotto da Robert Guenette.
Uscito quattro mesi dopo l'uscita del film, lo speciale è stato il primo documentario di Guerre stellari mai realizzato.

## Sinossi
Lo speciale è stato presentato da C-3PO (doppiato e interpretato da Anthony Daniels) e R2-D2. Una narrazione fuori campo è stata inoltre fornita da William Conrad.
Lo speciale presenta filmati di dietro le quinte di Guerre stellari e interviste con lo scrittore/regista George Lucas, il produttore Gary Kurtz e i membri del cast Mark Hamill, Carrie Fisher, Harrison Ford e Alec Guinness.
Tra i filmati di dietro le quinte c'è un breve assaggio di una scena cancellata tra Luke Skywalker e Biggs Darklighter su Tatooine.
(Doug Chiang)

## Distribuzione Home media
Lo speciale è stato il primo materiale di Guerre stellari ad essere pubblicato nel mercato dell'home video (nel 1979, da Magnetic Video). È stato ristampato in video nel 1980 con un trailer di L'Impero colpisce ancora, che era uscito quell'anno. Questo trailer non è stato presentato sul cofanetto del DVD pubblicato nel 2004.
Nel 1982, è stato ristampato di nuovo dalla 20th Century Fox su VHS, Betamax, CED e Laserdisc come parte di un doppio film con lo speciale SP FX: The Empire Strikes Back del 1980. È stato ristampato separatamente in Giappone su Laserdisc nel 1992, ed è stato ristampato come utriplo film con SPFX e lo speciale Classic Creatures: Return of the Jedi del 1983.
Lo speciale è incluso come funzionalità aggiuntiva nel set di scatole Blu-ray di Guerre stellari: La Saga Completa, che è uscito nel settembre 2011. La versione inclusa è la versione originale con la voce fuori campo di William Conrad.

## Versione alternativa
Nel 1995 una versione alternativa dello speciale è uscita in VHS come offerta speciale per corrispondenza con Kellogg per collegarsi con le ultime uscite video e laserdisc delle versioni originali della trilogia di Star Wars. Questa versione è quasi identica alla versione del 1977 ma sostituisce la voce fuori campo di William Conrad con quella del famoso presentatore di trailer di film Don LaFontaine. Questa versione non è uscita su DVD né su altri formati.
Alcune parti dello speciale sono state modificate in The Story of Star Wars, un DVD che è stato pubblicato come bonus promozionale disponibile nei negozi Wal-Mart per l'uscita DVD di Star Wars: Episodio III - La vendetta dei Sith nel 2005.